# Ramón Sepúlveda Leal
Ramón Sepúlveda Leal (Talca, 27 de agosto de 1886 - Santiago, 15 de mayo de 1970) fue un zapatero, dirigente sindical y político chileno que se desempeñó como parlamentario. Fue fundador del Partido Obrero Socialista (POS) en 1912, miembro del Partido Comunista de Chile (PCCh) y cofundador del Partido Socialista de Chile (PS) en 1933.

## Biografía
Hijo de Luis Sepúlveda y de María Jesús Leal Ríos. Casado en primeras nupcias en 1907 con Albina Acuña Venegas, matrimonio del cual nacen 4 hijos, entre ellos, el senador Adonis Sepúlveda Acuña. Casado en segundas nupcias en 1968, con Ana Araya Olavarría, matrimonio del cual nacieron 3 hijos.
Solo cursó tres años de estudios en Valparaíso, fue autodidacta, llegó a manejar el francés e inglés, sociología, filosofía, marxismo, y literatura griega clásica. Empleado de la Caja de Crédito y Fomento Minero. Fundador del diario "La Comuna" de Viña del Mar. Colaboró con el periódico obrero "El Socialista" de Antofagasta.

### Actividad política
Militó en el Partido Demócrata hasta 1912, cuando junto con Luis Emilio Recabarren, fundó el Partido Obrero Socialista, donde se desempeñó como primer secretario general de la colectividad. Cofundador del Partido Comunista y su primer secretario general en 1922, se retiró del partido en 1927 tras diferencias con el sector estalinista del partido.
En el ámbito sindical, dirigió por más de un período la Federación Obrera de Chile. 
Fue regidor de Valparaíso desde 1921 hasta 1926, año en que fue elegido como diputado por la 6ª Circunscripción Departamental de Valparaíso, Quillota, Limache y Casablanca. Integró las comisiones de Gobierno Interior; Presupuestos y Decretos Objetados y en calidad de reemplazante, la de Legislación y Justicia y la de Trabajo y Previsión Social.
Fue reelegido por la misma circunscripción en 1930 durante el Congreso Termal. 
En 1933 se sumó a dirigentes de la República Socialista como Marmaduke Grove, Óscar Schnake, Eugenio González Rojas y Carlos Alberto Martínez para fundar el Partido Socialista de Chile. Fue miembro del Tribunal Supremo de la Colectividad. En 1953 se presentó a las elecciones parlamentarias sin éxito.
Murió en Santiago el 15 de mayo de 1970.